# Cuarto Gobierno de Kosyguin
El Cuarto Gobierno de Kosyguin fue el gabinete de la Unión Soviética establecido en 1974 con Alekséi Kosyguin como jefe de Gobierno, desempeñándose como presidente del Consejo de Ministros. Su gobierno duró casi cinco años, hasta 1979.

## Composición[1]
| Ministro                                                        | Titular                           | Partido |
| --------------------------------------------------------------- | --------------------------------- | ------- |
| Presidente                                                      | Alekséi Kosyguin                  | PCUS    |
| Primer Vicepresidente                                           | Kirill Mazurov                    | PCUS    |
| Primer Vicepresidente                                           | Nikolái Tíjonov                   | PCUS    |
| Vicepresidentes                                                 | Iván Arjípov                      | PCUS    |
| Vicepresidentes                                                 | Nikolái Baibakov                  | PCUS    |
| Vicepresidentes                                                 | Veniamín Dymshits                 | PCUS    |
| Vicepresidentes                                                 | Mijaíl Lesetshko                  | PCUS    |
| Vicepresidentes                                                 | Vladímir Kirillin                 | PCUS    |
| Vicepresidentes                                                 | Ignati Nóvikov                    | PCUS    |
| Vicepresidentes                                                 | Vladímir Nóvikov                  | PCUS    |
| Vicepresidentes                                                 | Tijon Kiseliov                    | PCUS    |
| Vicepresidentes                                                 | Ziya Nuriyev                      | PCUS    |
| Vicepresidentes                                                 | Leonid Smirnov                    | PCUS    |
| Vicepresidentes                                                 | Nikolái Tíjonov                   | PCUS    |
| Vicepresidentes                                                 | Nikolái Martínov                  | PCUS    |
| Vicepresidentes                                                 | Konstantín Katushev               | PCUS    |
| Industria de Aviación                                           | Piótr Dementiev (1974-1977)       | PCUS    |
| Industria de Aviación                                           | Vasili Kazakov (1977-1979)        | PCUS    |
| Sistemas de Instrumentación, Automatización y Control           | Konstantín Rúdnev                 | PCUS    |
| Industria Automotriz                                            | Aleksándr Tarásov (1974-1975)     | PCUS    |
| Industria Automotriz                                            | Víktor Poliákov (1975-1979)       | PCUS    |
| Industria Química                                               | Leonid Kostandov                  | PCUS    |
| Construcción de Maquinaria Petroquímica                         | Konstantín Brejov                 | PCUS    |
| Aviación Civil                                                  | Boris Bugayev                     | PCUS    |
| Construcción de Industrias de Petróleo y Gas                    | Borís Scherbina                   | PCUS    |
| Industria Armamentística                                        | Serguéi Sverov (1974-1978)        | PCUS    |
| Industria Armamentística                                        | Pável Finogenov (1979)            | PCUS    |
| Industria de Equipos Eléctricos                                 | Alekséi Antónov                   | PCUS    |
| Industria Electrónica                                           | Aleksándr Shokin                  | PCUS    |
| Industria de Gas                                                | Sabit Orúdzhev                    | PCUS    |
| Maquinaria Pesada de Construcción                               | Vladímir Zhigalin                 | PCUS    |
| Maquinaria de Construcción                                      | Viacheslav Eliutin                | PCUS    |
| Construcción de Máquinas Viales                                 | Yefim Novosiolov                  | PCUS    |
| Construcción de Maquinaria para Industrias Ligera y Alimenticia | Vasili Doyenin (1974-1977)        | PCUS    |
| Construcción de Maquinaria para Industrias Ligera y Alimenticia | Iván Pudkov (1977-1979)           | PCUS    |
| Maquinaria para Cría y Alimentación de Ganado                   | Konstantín Belyak                 | PCUS    |
| Ingeniería General                                              | Serguéi Afanásiev                 | PCUS    |
| Mecánica Mediana                                                | Yefim Slavski                     | PCUS    |
| Herramientas-Máquinas de Construcción                           | Anatoli Kostousov                 | PCUS    |
| Producción de Medios de Comunicación                            | Erien Pervyshin                   | PCUS    |
| Industria Médica                                                | Piótr Gusenko (1974-1975)         | PCUS    |
| Industria Médica                                                | Afanasi Melnitshenko (1975-1979)  | PCUS    |
| Marina Mercante                                                 | Timoféi Guzenko                   | PCUS    |
| Industria del Petróleo                                          | Valentin Shashin (1974-1977)      | PCUS    |
| Industria del Petróleo                                          | Nikolái Maltsev (1977-1979)       | PCUS    |
| Industria de Celulosa y Papel                                   | Konstantín Galantshin             | PCUS    |
| Industria de Radio                                              | Piótr Pleshakov                   | PCUS    |
| Ferrocarriles                                                   | Boris Beshchev (1974-1977)        | PCUS    |
| Ferrocarriles                                                   | Iván Pavlovski (1977-1979)        | PCUS    |
| Industria Naval                                                 | Boris Butoma (1974-1977)          | PCUS    |
| Industria Naval                                                 | Mijaíl Yégorov (1977-1979)        | PCUS    |
| Maquinaria Agrícola y Automovilística                           | Iván Sinitsyn                     | PCUS    |
| Comercio Exterior                                               | Nikolái Patolichev                | PCUS    |
| Construcción de Transportes                                     | Yevgueni Kozhevnikov (1974-1975)  | PCUS    |
| Construcción de Transportes                                     | Iván Sosnov (1975-1979)           | PCUS    |
| Agricultura                                                     | Dmitri Polianski (1974-1976)      | PCUS    |
| Agricultura                                                     | Valentín Mesiats (1976-1979)      | PCUS    |
| Producción Agrícola                                             | Stepán Jitrov                     | PCUS    |
| Compras de Productos Agrícolas                                  | Grigori Zolotujin                 | PCUS    |
| Maquinaria Pesada de Construcción                               | Fuad Yakubovski (1974-1975)       | PCUS    |
| Maquinaria Pesada de Construcción                               | Boris Bakin (1975-1979)           | PCUS    |
| Construcción de Máquinas Viales                                 | Yefim Novosiolov                  | PCUS    |
| Industria de Materiales de Construcción                         | Iván Grishmanov (1974-1979)       | PCUS    |
| Industria de Materiales de Construcción                         | Alekséi Jasin (1979)              | PCUS    |
| Industria de Carbón                                             | Boris Bratchenko                  | PCUS    |
| Comunicaciones                                                  | Nikolái Psurtsev (1974-1975)      | PCUS    |
| Comunicaciones                                                  | Nikolái Talyshin (1975-1979)      | PCUS    |
| Construcción                                                    | Gueorgui Karavayev                | PCUS    |
| Construcción de Industria Pesada                                | Nikolái Goldin                    | PCUS    |
| Cultura                                                         | Yekaterina Furtseva (1974)        | PCUS    |
| Cultura                                                         | Piótr Demichev (1974-1979)        | PCUS    |
| Defensa                                                         | Andréi Grechko (1974-1976)        | PCUS    |
| Defensa                                                         | Dmitri Ustínov (1976-1979)        | PCUS    |
| Educación                                                       | Mijaíl Prokófiev                  | PCUS    |
| Finanzas                                                        | Vasili Garbuzov                   | PCUS    |
| Industria Pesquera                                              | Aleksándr Ishkov (1974-1978)      | PCUS    |
| Industria Pesquera                                              | Vladímir Kamentsev (1979)         | PCUS    |
| Industria Alimentaria                                           | Voldemar Lein                     | PCUS    |
| Asuntos Exteriores                                              | Andréi Gromiko                    | PCUS    |
| Geología                                                        | Aleksándr Sidorenko (1974-1975)   | PCUS    |
| Geología                                                        | Yevgueni Kozlovski (1975-1979)    | PCUS    |
| Salud                                                           | Boris Petrovski                   | PCUS    |
| Educación Superior                                              | Viacheslav Eliutin                | PCUS    |
| Construcción Industrial                                         | Aleksándr Tokaryev                | PCUS    |
| Asuntos Internos                                                | Nikolái Schiólokov                | PCUS    |
| Industria de Hierro y Acero                                     | Iván Kazanets                     | PCUS    |
| Justicia                                                        | Vladímir Terebílov                | PCUS    |
| Recuperación de Tierras y Conservación del Agua                 | Yevgueni Alekseyevski (1974-1979) | PCUS    |
| Recuperación de Tierras y Conservación del Agua                 | Nikolái Vasíliev (1979)           | PCUS    |
| Industria Ligera                                                | Nikolái Tarásov                   | PCUS    |
| Industria Cárnica y Láctea                                      | Serguéi Antónov                   | PCUS    |
| Metalurgia No Ferrosa                                           | Piótr Lomako                      | PCUS    |
| Industria de Petróleo y Petroquímica                            | Víktor Fiódorov                   | PCUS    |
| Energía y Electrificación                                       | Piótr Neporozhni                  | PCUS    |
| Industria Forestal y Procesamiento de Madera                    | Nikolái Timoféyev                 | PCUS    |
| Comercio                                                        | Aleksándr Struyev                 | PCUS    |
| Construcción de Centrales Eléctricas                            | Víktor Krotov                     | PCUS    |
| Comisión de Control Popular                                     | Alekséi Shkolnikov                | PCUS    |
| Comité Estatal de Planificación                                 | Nikolái Baibakov                  | PCUS    |
| Comité de Seguridad del Estado                                  | Yuri Andrópov                     | PCUS    |